# Princ Kanefer
Pogledajte također članke "Kanefer Mlađi", "Kanefer" i "Kanefer (svećenik)".
Kanefer Stariji je bio princ drevnoga Egipta. Živio je tijekom 4. dinastije. Znan je i kao Kanefer A. Kaneferovo ime znači "(njegova) duša je lijepa" ili "lijepa duša".

## Životopis
Kanefer je bio sin faraona Snofrua i njegove treće žene. Budući da je bio najstariji sin te žene, imao je naslov "najstariji kraljev sin". Kanefer je imao nekoliko starije polubraće i jednu stariju polusestru, te još nekoliko mlađe braće i sestara. Nakon Kanefera je rođen Ankaf, dok redoslijed rođenja za Kaneferovu drugu braću i sestre nije poznat.  
Kanefer je bio general, kao i njegov polubrat Rahotep te je boravio na Sinaju. Također je bio i vezir tijekom vladavine svog oca Snofrua, a nastavio je obavljati tu funkciju za Kufua, svog starijeg polubrata koji je naslijedio Snofrua. Kaneferov nećak Hemiunu je također bio vezir u Kufuovo doba.
Kaneferova je žena bila svećenica božice Hator. Ona je Kaneferu rodila sinove Kauaba i Kanefera Mlađeg te kćer Meresank. Moguće je da su Snofru-duuat, Snofru-kaf i Snofru-baf također bili Kaneferovi sinovi.
Kanefer je pokopan u grobnici 28 u Dašuru, gdje se nalazi i Crvena piramida, u kojoj je pokopan Snofru.